# Gare de Ferrière-la-Grande
Ne doit pas être confondu avec Gare de Ferrières - Fontenay ou Gare de Gournay - Ferrières.
La gare de Ferrière-la-Grande est une gare ferroviaire française de la ligne de Maubeuge à Fourmies, située sur le territoire de la commune de Ferrière-la-Grande dans le département du Nord, en région Hauts-de-France. 
Gare fermée au service des voyageurs et ouverte au service du fret.

## Situation ferroviaire
Établie à 131 mètres d'altitude, la gare fermée de Ferrière-la-Grande est située au point kilométrique (PK) 89,509 de la ligne de Maubeuge à Fourmies entre la halte fermée de La Machine et la limite de déclassement au PK 90,020. Gare de bifurcation, elle est l'origine de la ligne de Ferrière-la-Grande à Cousolre avant la halte fermée de Colleret.

## Histoire

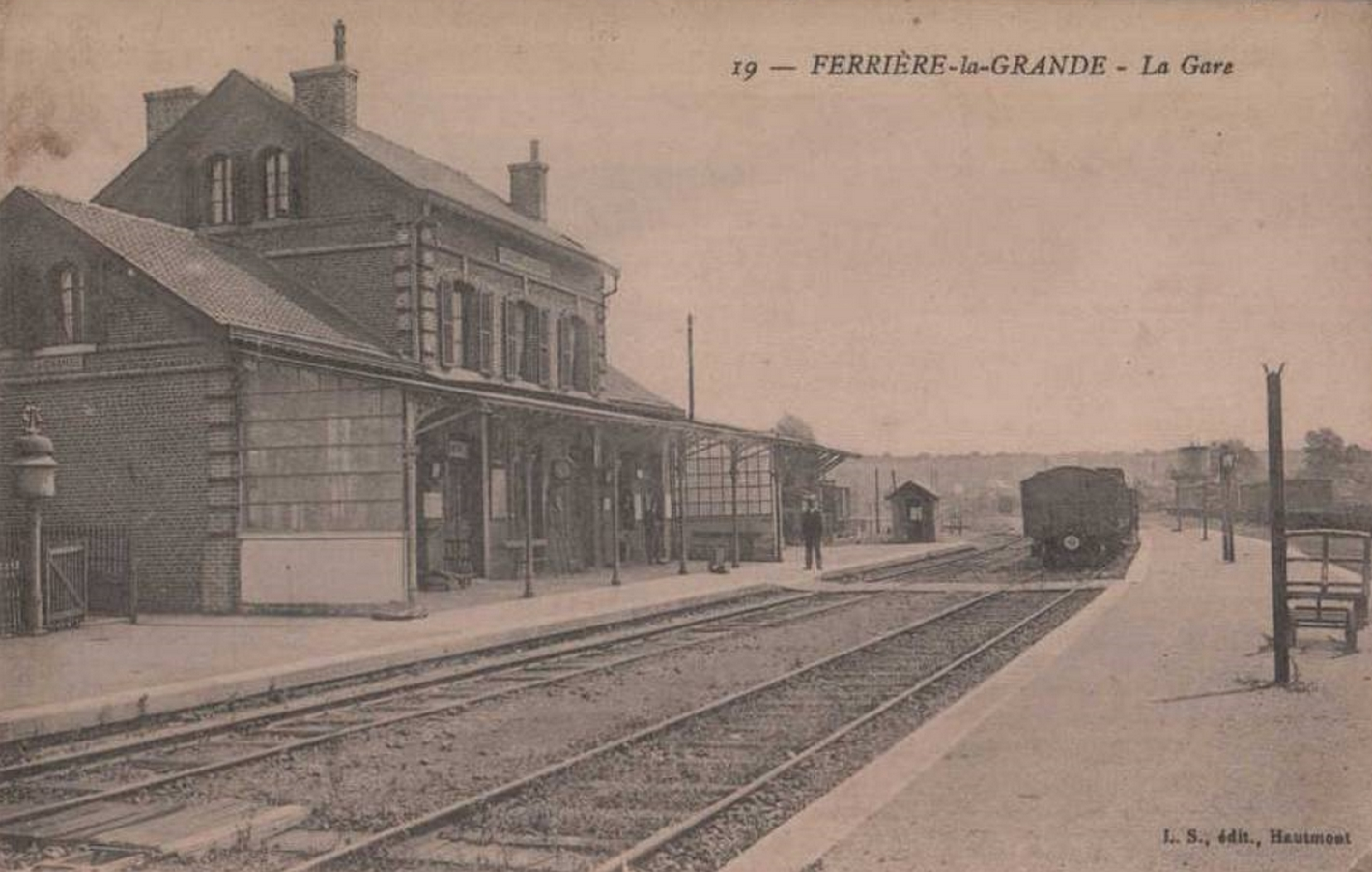
La gare vers 1900.

## Service des voyageurs
Gare fermée au service des voyageurs, la gare ouverte la plus proche est celle de Maubeuge.

## Service des marchandises
La gare de Ferrière-la-Grande est fermée ainsi que la ligne de Ferrière-la-Grande à Coulsore depuis 2000.

## Patrimoine ferroviaire
L'ancien bâtiment voyageurs est le relais écovélo ouvert en 2011, gîte d'hébergement et location de vélos.